# Нитерылые скаты
Нитерылые скаты лат. Anacanthobatidae — семейство малоизученных скатов отряда скатообразных. Это хрящевые рыбы, ведущие донный образ жизни, с крупными, уплощёнными грудными плавниками в форме полукруга и выступающим рылом с нитевидным выростом. Кожа лишена чешуи. Спинные плавники отсутствуют. На вентральной стороне диска расположены 5 жаберных щелей, ноздри и рот. Тонкий хвост короче диска. Обитают в субтропических и тропических водах Индо-Тихоокеанской области и Атлантического океана. Встречаются как на мелководье, так и на глубине до 1725м. Максимальная зарегистрированная длина 91 см. 
Название семейства происходит слов греч. ἄκανθα — «колючка», «шип», лат. batis — «скат» и отрицательной приставки «an». 

## Классификация
В настоящее время к семейству относят 3 рода:
- Anacanthobatis von Bonde & Swart, 1923 — Нитерылые скаты (род)[1]
- Indobatis Weigmann, Stehmann & Theil, 2014
- Sinobatis Hulley, 1973